# Havaika pubens
Havaika pubens là một loài nhện trong họ Salticidae. Loài này được phát hiện ở Hawaii.